# Stellar Wind
Stellar Wind (en español, Viento estelar) o Stellarwind, fue el nombre en clave de un programa de vigilancia sin orden judicial iniciado bajo el Programa de Vigilancia del Presidente (PSP) de la administración de George W. Bush. El programa de la Agencia de Seguridad Nacional (NSA) fue aprobado por el entonces presidente Bush poco después de los atentados del 11 de septiembre de 2001 y fue revelado por el defensor público Thomas Tamm a los reporteros del The New York Times, Eric Lichtblau y James Risen en 2004. Stellar Wind fue el preludio de nuevas estructuras legales que permitieron al presidente Bush y a su sucesor Barack Obama reproducir cada uno de esos programas y ampliar su alcance.

## Alcance del programa
Las actividades del programa implicaban la minería de datos de una gran base de datos de las comunicaciones de los ciudadanos estadounidenses, incluidas las comunicaciones por correo electrónico, las conversaciones telefónicas, las transacciones financieras y la actividad en Internet. William Binney, un líder técnico retirado de la NSA, discutió algunos de los elementos arquitectónicos y operativos del programa en el Chaos Communication Congress de 2012.
La comunidad de inteligencia también pudo obtener del Departamento del Tesoro de los Estados Unidos informes de actividades sospechosas —o «SARS» por sus siglas en inglés—, que son informes de actividades tales como grandes transacciones en efectivo que son presentados por las instituciones financieras en virtud de las normas contra el blanqueo de capitales.
Hubo disputas internas en el Departamento de Justicia de EE. UU. sobre la legalidad del programa, porque se recogen datos e informes de un gran número de personas, no sólo de los sujetos de las órdenes de la Ley de Vigilancia de la Inteligencia Extranjera (FISA). Durante la Administración Bush, los agentes del FBI se referían a los casos de Stellar Wind como «casos de pizza» porque muchos casos aparentemente sospechosos resultaron ser pedidos de comida para llevar. Según el entonces director del FBI, Robert Mueller, aproximadamente el 99 % de los casos no llevaban a ninguna parte, pero «es ese otro 1 % el que nos tiene que preocupar». Uno de estos informes, en particular, documentaba el uso de prostitutas por parte del exgobernador de Nueva York, Eliot Spitzer, aunque no era sospechoso de participar en actividades terroristas.

## Conflicto de 2004
A partir de un informe de los inspectores generales de seis agencias de inteligencia estadounidenses que se desclasificó en septiembre de 2015, quedó claro que el presidente Bush había autorizado originalmente la recopilación de metadatos telefónicos y de correo electrónico solo si uno de los extremos de las comunicaciones era extranjero o cuando había un vínculo con el terrorismo. Pero en 2004, el Departamento de Justicia descubrió que, al parecer, la NSA también recogía los metadatos de las comunicaciones puramente nacionales, tras lo cual el presidente Bush declaró que la NSA siempre había estado autorizada a hacerlo, pero que los analistas solo se les permitía examinar los metadatos relacionados con el terrorismo. Con esta formulación revisada, Bush volvió a autorizar el programa el 11 de marzo de 2004.
En 2004, el jefe de la Oficina de Asesoría Jurídica (OLC), Jack Landman Goldsmith, escribió al menos dos memorandos jurídicos autorizando el programa: «Concluimos únicamente que cuando la nación se ha visto empujada a un conflicto armado por un ataque extranjero contra los Estados Unidos y el presidente determina en su papel de comandante en jefe ... que es esencial para la defensa contra un nuevo ataque extranjero el uso de las capacidades de escucha de la Agencia de Seguridad Nacional dentro de los Estados Unidos, tiene una autoridad constitucional inherente para ordenar las escuchas telefónicas sin orden judicial - una autoridad que el Congreso no puede restringir», escribió Goldsmith en un memorando de 108 páginas fechado el 6 de mayo de 2004. En marzo de 2004, la OLC llegó a la conclusión de que el programa de correo electrónico no era legal, y el entonces fiscal general en funciones, James Comey, se negó a reautorizarlo.

## Revelaciones
En marzo de 2012, la revista Wired publicó «La NSA está construyendo el mayor centro de espionaje del país (cuidado con lo que dices)», hablando de una nueva y vasta instalación de la NSA en Utah y decía: «Por primera vez, un ex funcionario de la NSA ha entrado en el registro para describir el programa, con nombre en código Stellarwind, en detalle», nombrando al funcionario William Binney, un ex descifrador de códigos de la NSA. Binney continuó diciendo que la NSA disponía de salas de alta seguridad que intervenían los principales conmutadores y las comunicaciones por satélite de AT&T y Verizon. El artículo sugería que el supuestamente terminado Stellar Wind continúa como un programa activo. Esta conclusión fue apoyada por la exposición de la Habitación 641A en el centro de operaciones de AT&T en San Francisco en 2006.
En junio de 2013, The Washington Post y The Guardian publicaron el borrador de un informe de la Oficina del Inspector General (OIG), fechado en marzo de 2009 y filtrado por el ex contratista Edward Snowden, en el que se detallaba el programa Stellar Wind. No quedó ninguna duda sobre la naturaleza continua del programa de vigilancia.
En septiembre de 2014, The New York Times afirmó: «Persisten los interrogantes tras la publicación de una versión recién desclasificada de un memorando legal que aprobaba el programa Stellarwind de la Agencia de Seguridad Nacional, un conjunto de actividades de vigilancia y recopilación de datos sin orden judicial autorizadas en secreto después los ataques terroristas del 11 de septiembre de 2001», como resumen del titular introductorio con un enlace. El artículo que lo acompañaba abordaba la publicación de una versión recién desclasificada del memorando de mayo de 2004. Se señalaba que el grueso del programa —la vigilancia telefónica, de Internet y del correo electrónico de los ciudadanos estadounidenses— permaneció en secreto hasta las revelaciones de Edward Snowden, que hasta la fecha, partes importantes del memorando siguen redactadas en la versión recién publicada, y que persisten las dudas y los cuestionamientos sobre su legalidad.